# Silla (postać biblijna)
Silla (hebr. צלה) – postać biblijna, jedna z dwóch żon Lamecha, potomka bratobójcy Kaina. 
Według Księgi Rodzaju Silla urodziła syna Tubal-Kaina i córkę Naamę (Rdz 4,22).